# Jolanda Jetten
Petronella Antonia Gerarda (Jolanda) Jetten (Simpelveld, 19 april 1970) is een Nederlands sociaal psycholoog en hoogleraar aan de Universiteit van Queensland. Ze doet onderzoek naar sociale identiteit en groepsdynamiek, en dan vooral naar de reactie op stigmatisering en onderdrukking, de transitie van identiteit gedurende iemands leven, en de implicaties van sociale identiteit op iemands algehele gezondheid. Ze heeft meer dan 160 wetenschappelijke artikels, 35 hoofdstukken, en 5 boeken gepubliceerd.

## Carriere
Jetten studeerde psychologie aan de Radboud Universiteit en ontving haar PhD van de Universiteit van Amsterdam in 1997. Haar thesis heette Dimensions of distinctiveness: intergroup discrimination and social identity, en haar promotoren waren  Russell Spears en Antony Manstead (co-promotor).
In 1998 ging ze werken als postdoc aan de Universiteit van Queensland. In 2001 ging ze werken aan de Universiteit van Exeter waar ze in 2004 professor werd. In 2004 ontving ze de Spearman Medal van de British Psychological Society. 
In 2007 ging ze opnieuw werken aan de Universiteit van Queensland waar ze in 2011 een Future Fellowship kreeg (2012-2016). Deze Australische overheidssubsidie van de Australian Research Council wordt jaarlijks aan 100 mid-carrière onderzoekers toegekend voor onderzoek over een periode van vier jaar. In 2014 ontving ze de Kurt Lewin Medal van de European Association of Social Psychology, en in 2015 werd ze een fellow van de Australische Academy of the Social Sciences. In 2017 kreeg ze een Development Fellowship van de Universiteit van Queensland (2017-2019). 
In 2018 kreeg ze een Australian Laureate Fellowship (2019-2023). Deze Australische overheidssubsidie van de Australian Research Council wordt jaarlijks aan 17 (destijds 16) senior onderzoekers toegekend voor onderzoek over een periode van vijf jaar. Jetten ontving een subsidie van 2,7 miljoen Australische dollar (ongeveer 1,7 miljoen Euro).